# Temná legenda 3
Temná legenda 3 (ang. titul: Urban Legends: Bloody Mary) je americký hororový film z roku 2005, který natočila Mary Lambertová.

## Děj
Tři bývalé spolužačky se na večírku postarají o zábavu. Rozhodnou se slovně manipulovat se zaklínadly, což jim nepřinese nic radostného, neboť probudí jednu z místních legend — krvavou Mary. Následně dojde k několika úmrtím, a zároveň jsou holky uneseny místním gangem, za což se jeho členům dostane odplaty. Avšak mrtvoly se stále množí, stylem přesně podle legendy, kterou oživili. Otázkou tedy je, zda je to pouze školní vtípkaření nebo místní legenda krvavá Mary skutečně vstala z mrtvých za účelem mstít se.